# Xysticus hepaticus
Xysticus hepaticus là một loài nhện trong họ Thomisidae.
Loài này thuộc chi Xysticus. Xysticus hepaticus được Eugène Simon miêu tả năm 1903.